# Театр Київського військового округу
Театр Київського військового округу — театр у Києві, заснований 1931 року. 1933—1941 років працював у приміщенні на вул. Мерінгівській, 8. Після війни передислокувався спочатку в Одесу, а згодом до Львова.

## Київський період
Театр військовиків був заснований в 1931 році й на своїх початках це була аматорська театральна трупа, яка, згодом, наповнилася професійними акторами, а по визначенні постійного місця перебування-дислокації, театр здобув популярності і надбав багатьох відомих акторів. У 1933 році «Театр Київського військового округу» отримав постійне приміщення на вул. Мерінгівській № 8 (будинок Гейманового Театру).
У залежності від перейменування округу, театр носив різні назви: Всеукраїнський Театр Червоної Армії (ВТКА), Театр Українського воєнного округу (УВО), Театр Київського особливого військового округу (КОВО).
З початку військових дій 1941—1944 років, театр показував спектаклі на фронті, але після звільнення Києва йому не судилося повернутися до свого приміщення, оскільки воно було знищене в часи окупації.
Свої театральні сезони на «Мерінгівській», театр відкрив 29 грудня 1933 року постановкою «Міжбурьє» за п'єсою Д. Курдіна.
У театрі працювали народний артист УРСР Б. Норд (художній керівник), заслужений артист УРСР Юхим Лішанський, художники — В. Борисовець, М. Уманський, композитор — заслужений діяч мистецтв УРСР І. Віленський.
До складу трупи входили А. Аркадьєв (згодом народний артист СРСР), Д. Голубинський (народний артист УРСР), Т. Інсарова, Г. Полежаєв (народний артист УРСР), С. Карпенко, Ю. Гаврильченко та інші.

## Подальша доля театру
1944‑1953 років театр працював в Одесі як Театр Одеського військового округу (ОдВО, або Російський драматичний театр Радянської армії).
1953 року за рішенням уряду УРСР був передислокований у повному складі до Львова.
1954 року театр вперше виступив у Львові як Драматичний театр Прикарпатського військового округу та став першим стаціонарним військовим театром у Західній Україні. За незалежної України театр працював як Драматичний театр Західного оперативного командування.
2007 року Драматичний театр Західного оперативного командування припинив свою діяльність. З 2008 року на його базі створено Львівський драматичний театр імені Лесі Українки.

## Репертуар
- «Інтервенція» Л. Славіна
- «Східний батальйон» П. Тур та І. Прута
- «Аристократи» М. Погодіна
- «Далеке» О. Афіногенова
- «Земля» Н. Вірт
- «Неспокійна старість» Л. Рахманова
- «Сірано де Бержерак» Е. Ростана
- «Гамлет» Вільяма Шекспіра.